# Mount McArthur
Mount McArthur ist mit rund 1450 m Höhe der höchste Berg der Walton Mountains auf der westantarktischen Alexander-I.-Insel.
Das UK Antarctic Place-Names Committee benannte ihn 1977 nach Malcolm McArthur (* 1947), Geophysiker des British Antarctic Survey auf der Stonington-Insel von 1971 bis 1973, der in dieser Zeit auch im Norden der Alexander-I.-Insel tätig war.